# Aphanes pentamera
Aphanes pentamera är en rosväxtart som beskrevs av Werner Hugo Paul Rothmaler. Aphanes pentamera ingår i släktet jungfrukammar, och familjen rosväxter. Inga underarter finns listade i Catalogue of Life.